# Gardenia jabiluka
Gardenia jabiluka är en måreväxtart som beskrevs av Christopher Francis Puttock. Gardenia jabiluka ingår i släktet Gardenia och familjen måreväxter. Inga underarter finns listade i Catalogue of Life.